# Михаел фон Розенберг
Михаел фон Розенберг (на немски: Michael von Rosenberg; † 1508) е благородник от род Розенберг.
Той е син на Улрих фон Розенберг II († сл. 1464) и съпругата му Анна фон Кронберг († сл. 1461), дъщеря на Валтер фон Кронберг († пр. 1441) и Маргарета фон Хиршхорн († пр. 1438). Внук е на Арнолд фон Розенберг III († 8 юни 1447) и Кристина фон Хандшухсхайм († сл. 1419). Правнук е на Еберхард фон Розенберг VI († 22 юни 1387) и Елза фон Ерлигхайм († сл. 1395 ).

## Фамилия
Михаел фон Розенберг се жени за Анна Рюд фон Бьодигхайм, дъщеря на Ханс Рюд фон Бьодигхайм († сл. 1487) и Кристина фон Берлихинген († сл. 1461). Те имат децата: 
- Георг фон Розенберг († сл. 1544), женен пр. 1508 г. за Анна фон Уфигхайм
- Анна фон Розенберг († 1548), омъжена за Волфганг фон Щетен († 1547); родители на:
  - Еберхард фон Щетен (* 1527; † 1583), женен за Маргарета фон Лайен